# Champion Red
Champion Red (jap. チャンピオンRED, Champion Reddo) ist ein japanisches Manga-Magazin, das sich an männliche Jugendliche und daher zur Shōnen-Kategorie gezählt wird. Es erscheint seit dem 19. August 2002 monatlich bei Akita Shoten. Von 2006 bis 2014 erschien der Ableger Champion Red Ichigo als Magazin für eine ältere Zielgruppe (Seinen).

## Serien (Auswahl)
- Blassreiter -genetic- von Noboru Kimura und Shū Hirose
- Change 123 von Iku Sakaguchi und Shiuri Iwasawa
- Devilman G von Go Nagai und Rui Takatō
- Franken Fran von Katsuhisa Kigitsu
- Gakuen Sōsei Nekoten! von Yūji Iwahara
- Gomaden Shutendōji von Go Nagai und Masato Natsumoto
- Ichiban Ushiro no Daimaō von Sōichi Itō
- Kurogane no Linebarrels von Eiichi Shimizu und Tomohiro Shimoguchi
- Maoyū Maō Yūsha – Oka no Mukō e von Mamare Tōno und Hiro Tōge
- Penguin Musume Max von Tetsuya Takahashi
- Princess Tutu von Mizuo Shinonome
- Ray von Akihito Yoshitomi
- Saint Seiya: Episode G von Masami Kurumada und Megumu Okada
- Saint Seiya: Saintia Shō von Chimaki Kuori
- Seikon no Qwaser von Hiroyuki Yoshino und Ken’etsu Satō
- True Mazinger Zero von Yoshiaki Tabata und Yuki Yogo
- Yomeiro-Choice von Tenkla